# Orde van Sowartha
Het Koninkrijk Cambodja kent een groot aantal ridderorden en onderscheidingen. Een daarvan is de op 22 juni 1923 met drie klassen ingestelde Koninklijke Orde van Sowartha ook "Suvadara" of "Sowathara" gespeld. "Sowartha" is het Khmer woord voor "vruchtbare aarde". Na het herstel van de Cambodjaanse monarchie in 1994 werd het systeem van ridderorden aangepast en uitgebreid. De in 1953 door koning Norodom Sihanoukhervormde en in 1994 aangehouden "Orde van Sowartha" werd nu de "Koninklijke" Orde van Sowartha" en kent sinds 1953 vijf graden. De onderscheiding wordt voor economische en landbouwkundige verdiensten toegekend.

## Graden

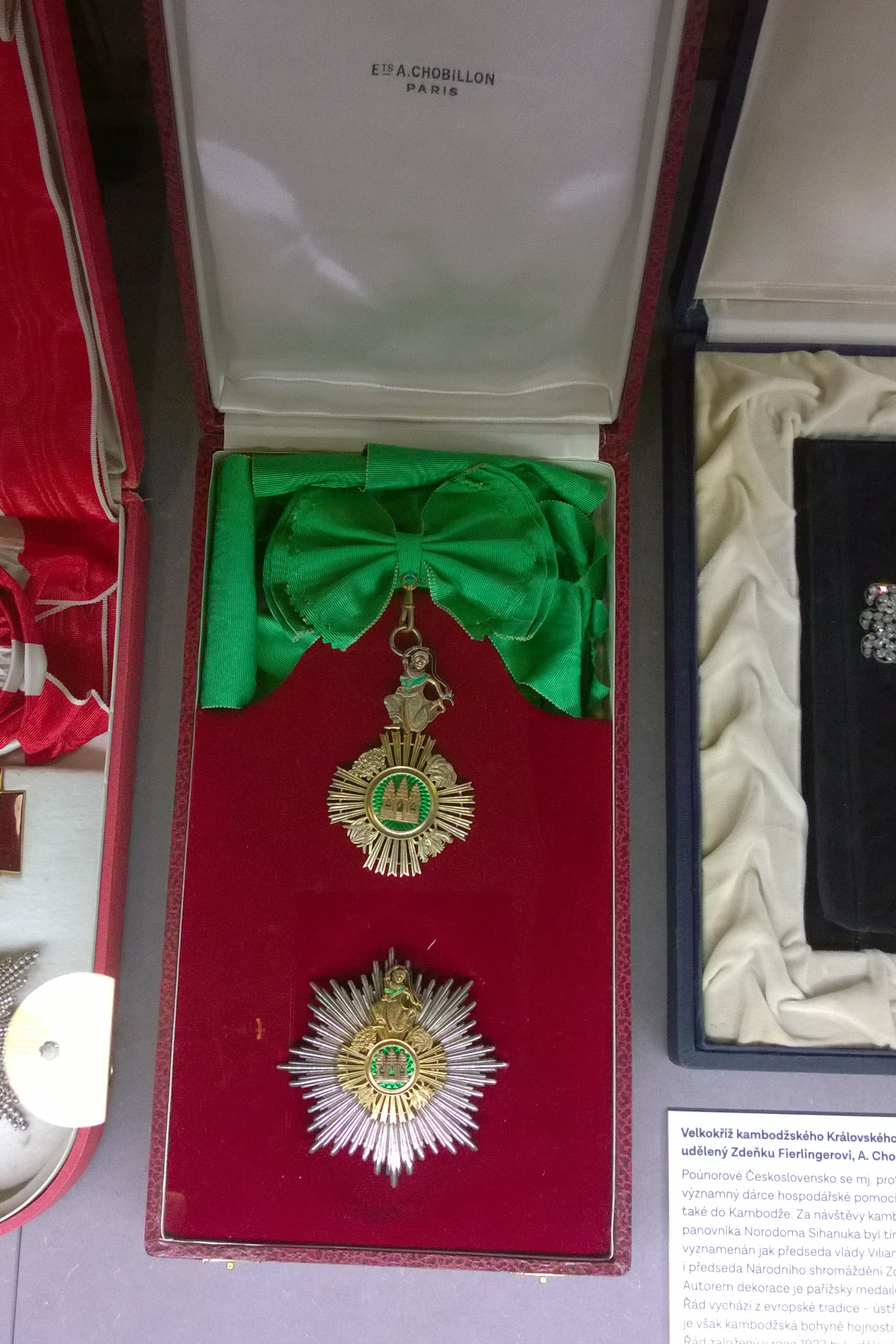
Koninklijke Orde van Sowathara. Cambodja, A. Chobillon. Toegekend aan Zdenek Fierlinger

De graden van de Orde zijn:
- Maha Siri Yudha (មហា សេរី វ ឌ្ឍ ន៍) (Grootkruis)
- Siri Yudha (មហា សេនា) (Grootofficier) sinds 1953
- Dhipadinda (ធិ ប ឌិ ន្) (Commandeur)
- Sena (សេនា) (Officier) sinds 1953
- Assarariddhi (អស្សឫទ្ធិ) (Ridder)

## Post-nominals
De hogere rangen van Ridder Grootkruis geven hun leden het recht de titel te gebruiken als post-nominale: GCS; (Ridder) Grootofficier GOS; (Ridder) Commandeur, CS.

De lagere rangen van Ridder Officier gebruiken de post-nominale OS; en Ridder, KS. Leden van alle klassen van de orde krijgen posities in de rangorde toegewezen.